# NGC 5242
NGC 5242 je jedan do danas nepotvrđeni objekt u zviježđu Djevici. Sva promatranja poslije nisu na tom položaju uočila nikoji objekt.

## Vanjske poveznice
- (eng.) SEDS: NGC 5242
- (eng.) Revidirani Novi opći katalog
- (eng.) Izvangalaktička baza podataka NASA-e i IPAC-a
- (eng.) Astronomska baza podataka SIMBAD
- (eng.) VizieR